# Lijst van nummer 1-albums in de LP Top 50 in 1977
Ondestaande albums stonden in 1977 op nummer 1 in de LP Top 50, de voorloper van de huidige Media Markt Album Top 40. De lijst werd samengesteld door de Stichting Nederlandse Top 40.
| Nummer | Datum        | Artiest                       | Titel                           |
| ------ | ------------ | ----------------------------- | ------------------------------- |
| 77     | 1 januari    | ABBA                          | Arrival                         |
|        | 8 januari    | ABBA                          | Arrival                         |
| 78     | 15 januari   | Eagles                        | Hotel California                |
| 79     | 22 januari   | Queen                         | A day at the races              |
|        | 29 januari   | Queen                         | A day at the races              |
|        | 5 februari   | Queen                         | A day at the races              |
|        | 12 februari  | Queen                         | A day at the races              |
|        | 19 februari  | Queen                         | A day at the races              |
| 80     | 26 februari  | Pink Floyd                    | Animals                         |
| 81     | 5 maart      | Soundtrack (Studio cast)      | Evita                           |
|        | 12 maart     | Soundtrack (Studio cast)      | Evita                           |
|        | 19 maart     | Soundtrack (Studio cast)      | Evita                           |
|        | 26 maart     | Soundtrack (Studio cast)      | Evita                           |
| 82     | 2 april      | Fleetwood Mac                 | Rumours                         |
|        | 9 april      | Fleetwood Mac                 | Rumours                         |
|        | 16 april     | Fleetwood Mac                 | Rumours                         |
|        | 23 april     | Fleetwood Mac                 | Rumours                         |
|        | 30 april     | Fleetwood Mac                 | Rumours                         |
|        | 7 mei        | Fleetwood Mac                 | Rumours                         |
|        | 14 mei       | Fleetwood Mac                 | Rumours                         |
|        | 21 mei       | Fleetwood Mac                 | Rumours                         |
|        | 28 mei       | Fleetwood Mac                 | Rumours                         |
|        | 4 juni       | Fleetwood Mac                 | Rumours                         |
| 78     | 11 juni      | Eagles                        | Hotel California                |
|        | 18 juni      | Eagles                        | Hotel California                |
|        | 25 juni      | Eagles                        | Hotel California                |
|        | 2 juli       | Eagles                        | Hotel California                |
|        | 9 juli       | Eagles                        | Hotel California                |
|        | 16 juli      | Eagles                        | Hotel California                |
|        | 23 juli      | Eagles                        | Hotel California                |
| 83     | 30 juli      | Neil Diamond                  | Love at the Greek               |
|        | 6 augustus   | Neil Diamond                  | Love at the Greek               |
|        | 13 augustus  | Neil Diamond                  | Love at The Greek               |
|        | 20 augustus  | Neil Diamond                  | Love at the Greek               |
|        | 27 augustus  | Neil Diamond                  | Love at the Greek               |
|        | 3 september  | Neil Diamond                  | Love at the Greek               |
|        | 10 september | Neil Diamond                  | Love at the Greek               |
| 52     | 17 september | Elvis Presley                 | Elvis forever                   |
|        | 24 september | Elvis Presley                 | Elvis forever                   |
|        | 1 oktober    | Elvis Presley                 | Elvis forever                   |
|        | 8 oktober    | Elvis Presley                 | Elvis forever                   |
| 84     | 15 oktober   | Santa Esmeralda & Leroy Gomez | Don't let me be misunderstood   |
|        | 22 oktober   | Santa Esmeralda & Leroy Gomez | Don't let me be misunderstood   |
|        | 29 oktober   | Santa Esmeralda & Leroy Gomez | Don't let me be misunderstood   |
|        | 5 november   | Santa Esmeralda & Leroy Gomez | Don't let me be misunderstood   |
| 85     | 12 november  | Supertramp                    | Even in the quietest moments... |
|        | 19 november  | Supertramp                    | Even in the quietest moments... |
| 86     | 26 november  | Queen                         | News of the world               |
|        | 3 december   | Queen                         | News of the world               |
|        | 10 december  | Queen                         | News of the world               |
|        | 17 december  | Queen                         | News of the world               |
|        | 24 december  | Queen                         | News of the world               |
| 87     | 31 december  | Vader Abraham                 | In Smurfenland                  |

Lijsten van nummer 1-albums in de Nederlandse Album Top 100

1969 ·
1970 ·
1971 ·
1972 ·
1973 ·
1974 ·
1975 ·
1976 ·
1977 ·
1978 ·
1979 ·
1980 ·
1981 ·
1982 ·
1983 ·
1984 ·
1985 ·
1986 ·
1987 ·
1988 ·
1989 ·
1990 ·
1991 ·
1992 ·
1993 ·
1994 ·
1995 ·
1996 ·
1997 ·
1998 ·
1999 ·
2000 ·
2001 ·
2002 ·
2003 ·
2004 ·
2005 ·
2006 ·
2007 ·
2008 ·
2009 ·
2010 ·
2011 ·
2012 ·
2013 ·
2014 ·
2015 ·
2016 ·
2017 ·
2018 ·
2019 ·
2020 ·
2021 ·
2022 ·
2023 ·
2024 ·
2025

Lijsten van nummer 1-albums van de Stichting Nederlandse Top 40

1969 ·
1970 ·
1971 ·
1972 ·
1973 ·
1974 ·
1975 ·
1976 ·
1977 ·
1978 ·
1979 ·
1980 ·
1981 ·
1982 ·
1983 ·
1984 ·
1985 ·
1986 ·
1987 ·
1988 ·
1989 ·
1990 ·
1991 ·
1992 ·
1993 ·
1994 ·
1995 ·
1996 ·
1997 ·
1998 ·
1999 ·
2011 ·
2012 ·
2013 ·
2014 ·
2015
- Nederland
- Nederland (LP Top 50)